# Abdolmalek Rigi
Abdolmalek Rigi (auch Abdolmalik Rigi; persisch عبدالمالک ریگی, DMG ʿAbdolmālek Rīgī; * 1979; † 20. Juni 2010 in Teheran) war ein iranischer Terrorist. Er war der Führer der Dschundollah in Iran, die im Jahr 2005 begann, Anschläge zu verüben.

## Leben
Nach ihrem Selbstbild sind die Dschundollah eine religiös motivierte Rebellengruppe, die die Interessen der unterdrückten sunnitischen Glaubensbrüder verteidigt.
Als einer der bekanntesten Anführer der Gruppe stand er bei den iranischen Behörden seit Jahren ganz oben auf der Fahndungsliste. Rigi galt für Iran als Statthalter des Terrornetzwerks al-Qaida, da dieser in einer pakistanischen Koranschule ausgebildet wurde und an der Seite der afghanischen Fundamentalisten gekämpft haben soll. Wie die sunnitischen Taliban und al-Qaida bezeichnete Rigi die Schiiten in seinen Reden als Kuffar.

## Festnahme und Prozess
Am 23. Februar 2010 verkündete der iranische Geheimdienstminister Heydar Moslehi die Festnahme von Rigi.
Rigi sei an Bord eines Flugzeugs gewesen, das auf seinem Weg von Dubai nach Kirgisistan, (nach Angaben von Al Jazeera wurde er von Pakistan ausgeliefert) durch iranischen Luftraum flog. Iranische Abfangjäger sollen die Maschine zur Landung in Bandar Abbas gezwungen haben. Rigi sei noch an Bord festgenommen worden.
Nach der Verhaftung wurde er mehrere Monate verhört und ihm der Prozess gemacht. Laut der iranischen Presseagentur IRNA übernahm er im Verlauf des Prozesses die Verantwortung für Bombenanschläge, bei denen viele Iraner, darunter fünf ranghohe Kommandeure der Revolutionsgarden, ums Leben kamen. Rigi wurde in 79 Anklagepunkten schuldig gesprochen, darunter Terroranschläge, bewaffneter Raub, Bombenangriffe und bewaffnete Überfälle auf Polizisten und Zivilisten, und zum Tode verurteilt.
Nach iranischen Angaben gelten der britische und der amerikanische Geheimdienst als Förderer der Rebellengruppe. Das Geständnis Rigis wurde im iranischen Nachrichtensender Press TV übertragen, demnach wurde Rigi von der US-Regierung angeworben, um einen Aufstand gegen den Iran zu führen. Nach Angaben von Geoff S. Morrell, Sprecher des Verteidigungsministeriums der Vereinigten Staaten, handelt es sich dabei um iranische Propaganda.
Nach Angaben der iranischen Presseagentur IRNA wurde Rigi am Morgen des 20. Juni 2010 im Teheraner Evin-Gefängnis durch den Strang hingerichtet. Er wurde auf dem Khavaran-Friedhof südlich von Teheran beigesetzt.
Hinrichtung des Bruders

Bereits am 24. Mai 2010, war sein Bruder Abdolhamid Rigi in der Stadt Zāhedān hingerichtet worden. Ihm wurden ebenfalls terroristische Aktivitäten zur Last gelegt.